# 角田祐一
角田祐一（つのだ ゆういち、1959年4月15日 - ）は、日本の総務（旧総務系）官僚。

## 来歴
宮城県出身。中央大学法学部卒業。1983年 行政管理庁入庁。総務省自治行政局公務員部公務員課定員給与調査官などを経て、2002年7月3日 総務省統計局統計基準部統計調査官､（併）内閣府。2004年7月2日 総務省行政評価局評価監視官（農水・環境担当）。2006年7月21日 厚生労働省社会・援護局援護課長。2008年7月1日 総務省大臣官房付兼内閣府食品安全委員会事務局勧告広報課長。2011年7月22日 京都行政評価事務所長。2014年 関東管区行政評価局総務部長。2015年10月15日 九州管区行政評価局長。2017年7月11日 近畿管区行政評価局長。在任中に障害者差別解消法の施行から1年経過したことを踏まえ、障害のある学生等に対する大学の支援に関する調査を行い、国立大学法人に対し、改善意見等を通知した。2018年7月20日 総務省行政管理局行政通則法制度研究官。2020年3月31日 退官。2021年1月1日 一般財団法人簡易保険加入者協会監事。